# سام تومسون (لاعب كرة قاعدة)
سام تومسون (بالإنجليزية: Sam Thompson)‏ (و. 1860 – 1922 م) هو لاعب كرة قاعدة أمريكي، ولد في دانفيل، مركز لعبه هو لاعب أيمن ‏، توفي في ديترويت، عن عمر يناهز 62 عاماً.

## روابط خارجية
- سام تومسون على موقع دوري كرة القاعدة الرئيسي (الإنجليزية)
- سام تومسون على موقعبيزبول رفرنس.كوم (الدوري الرئيسي) (الإنجليزية)
- سام تومسون على موقعبيزبول رفرنس.كوم (الدوري الثانوي) (الإنجليزية)
- سام تومسون على موقع جمعية أبحاث البيسبول الأمريكية (الإنجليزية)
- سام تومسون على موقع إي إس بي إن.كوم (أم.أل.بي) (الإنجليزية)
- سام تومسون على موقع مشجعي الرسوم البيانية (الإنجليزية)
- سام تومسون على موقع قاعة مشاهير كرة القاعدة (الإنجليزية)